# Speak Like a Child (lied)
Speak Like a Child is de debuutsingle van The Style Council, het Britse soul-jazz-collectief rond Paul Weller (ex-frontman van The Jam) en Mick Talbot (voormalig toetsenist van onder meer The Merton Parkas en Dexys Midnight Runners). De single werd in maart 1983 uitgegeven door Polydor met als B-kant Party Chambers; het haalde de vierde plaats in de Britse hitlijsten en een zilveren status.

## Achtergrond
Met The Jam maakte Weller in eerste instantie rockmuziek, maar in 1981 vond hij de broodnodige inspiratie in de soulplaten waar hij vroeger naar luisterde. De laatste singles van The Jam, al dan niet afkomstig van het album The Gift, waren in wezen vingeroefeningen voor The Style Council. Speak Like a Child werd in januari 1983 opgenomen met drummer Zeke Manyika (Orange Juice), bassist Jo Dworniak (I-Level) en de 17-jarige zangeres Tracie Young; zij was ook te horen op de afscheidssingle van The Jam en stond onder contract van Wellers platenlabel Respond.
De videoclip, geregisseerd door Tim Pope, werd ruim een maand later opgenomen in de winterkou.
Speak Like a Child verscheen in juni 1983 op het mini-album Introducing The Style Council dat officieel alleen buiten het Verenigd Koninkrijk werd uitgebracht. 

## Promotie
Ter promotie trad The Style Council in diverse programma's op, waaronder Top of the Pops en het VARA-jongerenmagazine Je Ziet Maar. Voor deze promotietournee deed Weller, hier zonder gitaar, een beroep op de Nederlandse bassiste Claudia Konijn

## Trivia
- Op 20 juni 1986 gaf The Style Council een akoestisch verrassingsconcert onder de naam The Party Chambers.
- In 2007 veilde Tracie Young, inmiddels werkzaam als radiopresentatrice, haar zilveren plaat om geld in te zamelen voor een kinderziekenhuis.